# BEC Tero Sasana FC
BEC Tero Sasana Football Club (th. สโมสรฟุตบอลบีอีซี เทโรศาสน) – tajlandzki profesjonalny klub piłkarski mający swoją siedzibę w Bangkoku. W 2003 roku został wicemistrzem Azjatyckiej Ligi Mistrzów. Bec Tero Sasana zakończył sezon Thailand Premier League na trzecim miejscu, zaś w swoim składzie posiada ośmiu reprezentantów Tajlandii. Gra tam również Polak Mateusz Dziankowski.

## Osiągnięcia

### Liga krajowa
- Thai Premier League:
  - Zwycięzcy (2) : 2000, 2001

### Krajowe puchary
- Thailand FA Cup:
  - Zwycięzcy (1) : 2000
- Kor Royal Cup:
  - Zwycięzcy (1) : 2001
  - Wicemistrzowie (2) : 2002, 2004
- Queen's Cup:
  - Wicemistrzowie (1) : 2009

### Kontynentalne
- AFC Champions League:
  - Wicemistrzowie (1) : 2002

## Pierwotna nazwa
- Singha Tero Sasana

## Piłkarze

### Obecny skład
Aktualny na 21 stycznia 2009
| Nr | Poz. | Piłkarz                       |
| -- | ---- | ----------------------------- |
| 1  | BR   | Sivaruck Tedsungnoen          |
| 2  | OB   | Noppol Pitafai                |
| 3  | OB   | Thritthi Nonsrichai (kapitan) |
| 4  | PO   | Jakkraphan Kaewprom           |
| 5  | OB   | Prat Samakrat                 |
| 6  | PO   | Chalakorn Sa-nguandee         |
| 7  | PO   | Kittipol Paphunga             |
| 8  | PO   | Pichit Jaiboon                |
| 9  | NA   | Phuwadol Sankla               |
| 10 | PO   | Arian Jean Akassou            |
| 11 | NA   | Chakrit Buathong              |
| 12 | NA   | Bamba Gaoussou                |
| 13 | NA   | Narej Karpkraikaew            |
| 14 | PO   | Wuttichai Tathong             |

| Nr | Poz. | Piłkarz                    |
| -- | ---- | -------------------------- |
| 15 | OB   | Paisarn Sang-aroon         |
| 16 | OB   | Narat Munin-noppamart      |
| 17 | NA   | Anon Sangsanoi             |
| 18 | OB   | Chalermsak Kaewsooktae     |
| 19 | PO   | Panai Kongpraphan          |
| 20 | BR   | Pisan Dorkmaikaew          |
| 22 | PO   | Tawan Sripan (wicekapitan) |
| 23 | OB   | Tassana Cheamsa-art        |
| 24 | PO   | Bangnolac Jean Franklin    |
| 25 | PO   | Guy Hubert                 |
| 27 | PO   | Kittitad Pachantasee       |
| 28 | OB   | Akepan Janda               |
| 30 | BR   | Intharat Apinyakool        |

* Piłkarze wyróżnieni pogrubioną czcionką brali udział w seniorskich turniejach międzynarodowych.

### Transfery w sezonie 2009
Odeszli
| Piłkarz            | Nr | Do klubu           | Liga                    | Data                                   |
| ------------------ | -- | ------------------ | ----------------------- | -------------------------------------- |
| Teeratep Winothai  | 14 | Lierse SK          | Belgian Second Division | czerwiec 2008, odszedł w styczniu 2009 |
| Jatupong Thongsukh | 10 | Muang Thong United | Thailand Premier League | styczeń 2009                           |

### Sztab szkoleniowy
Aktualne na luty 2009:
| Imię i nazwisko | Narodowość | Funkcja                   |
| --------------- | ---------- | ------------------------- |
| Anan Anpruang   | Tajlandia  | Menadżer                  |
| Tawan Sripan    | Tajlandia  | Trener pierwszego zespołu |
| Payong Khunnaen | Tajlandia  | Trener                    |
| Samrit Sechanah | Tajlandia  | Trener                    |
| Niphon Nibuesa  | Tajlandia  | Trener bramkarzy          |

## Trenerzy
Trenerzy od sezonu 1996/97
| Imię i nazwisko      | Narodowość | Lata urzędowania   | Puchary |  |
| -------------------- | ---------- | ------------------ | --- |  |
| Peter Stubbe         | Niemcy     | 1996/97            | |  |
| Pongphan Wongsuwan   | Tajlandia  | 1997               | |  |
| Vorawan Chitavanich  | Tajlandia  | 1998               | |  |
| Jason Withe          | Anglia     | 1999-2000          | Thailand Premier League 2000 FA Cup 2000 |  |
| Pichai Pituwong      | Tajlandia  | 2001/02            | Thailand Premier League 2001/02 |  |
| Attaphol Puspakom    | Tajlandia  | 2002/03-2003/04    | (Wicemistrzostwo AFC Champions League 2002-03) (Wicemistrzostwo ASEAN Club Championship 2003) (Wicemistrzostwo Thailand Premier League 2002/03) (Wicemistrzostwo Thailand Premier League 2003/04) |  |
| Sasom Pobpraserd     | Tajlandia  | 2004/05            | |  |
| David Booth          | Anglia     | 2006               | |  |
| Regis Laguesse       | Francja    | 2007               | |  |
| Christophe Larrouilh | Francja    | 2008-Czerwiec 2009 | Wicemistrzostwo Thailand Queen's cup 2009 |  |
| Tawan Sripan         | Tajlandia  | Czerwiec 2009-     | |  |

## Znani gracze
AZJA
- Watcharapong Somcit
- Dusit Chalermsan
- Therdsak Chaiman
- Worrawoot Srimaka
- Wittaya Nubthong
- Pansa Meesatham
- Sasom Pobprasert
- Datsakorn Thonglao
- Anurak Srikerd
- Kwanchai Fuangprakob
- Pipob On-Mo
- Tanongsak Prajakkata
- Peeratat Phoruendee
- Nirut Surasiang (Đoàn Văn Nirut)
- Teeratep Winothai
- Worachai Surinsirirat
- Niweat Siriwong
- Jatupong Thongsukh
- Nakarin Fuplook
- Narit Taweekul
- Seksan Piturat
- Narongchai Vachiraban
- Panai Kongpraphan
- Pipat Thonkanya
- Watcharakorn Klaitin

AFRYKA
- Adebayo Gadebo
- Adu Sunday
- Abdramane Diaby
- Coulibaly Kafoumba
- Badra Ali
- Kambou Herve
- Ossok Yannick
- Kamden Fotou Eric
- Carlos Zozimar
- Hamza Aziz

EUROPA
- Jason Withe
- David Le Bras
- Niall Quinn

## Kluby filialne i patronackie
- Yangon United
- Hoàng Anh Gia Lai
- Arsenal F.C.